# Waf
Waf，一種用於組建自動化的工具軟體，被用來自動化編譯程式，以及安裝軟體。它由Python寫成，主要維護者為湯瑪士·納吉（Thomas Nagy）。
Waf的原始碼，採用新BSD許可證釋出，是開放原始碼軟體。但是它的文件則採用CC-BY-NC-ND許可證釋出，不允許修改以及使用於商業用途。

## 外部連結
- 官方网站
- , ,   [2016-05-13], （原始内容存档于2022-04-02）.